# Artem Ivanov
Artem Volodymyrovych Ivanov –en ucraniano, Артем Володимирович Іванов– (Dnipropetrovsk, URSS, 16 de diciembre de 1987) es un deportista ucraniano que compitió en halterofilia.
Ganó dos medallas de plata en el Campeonato Mundial de Halterofilia, en los años 2010 y 2011, y una medalla de plata en el Campeonato Europeo de Halterofilia de 2010.

## Palmarés internacional
| Campeonato Mundial | Campeonato Mundial  | Campeonato Mundial | Campeonato Mundial |
| Año                | Lugar               | Medalla            | Categoría          |
| ------------------ | ------------------- | ------------------ | ------------------ |
| 2010               | Antalya (Turquía)   | Medalla de plata   | 94 kg              |
| 2011               | París (Francia)     | Medalla de plata   | 94 kg              |
| Campeonato Europeo |                     |                    |                    |
| Año                | Lugar               | Medalla            | Categoría          |
| 2010               | Minsk (Bielorrusia) | Medalla de plata   | 94 kg              |